# Paolo Maruscelli

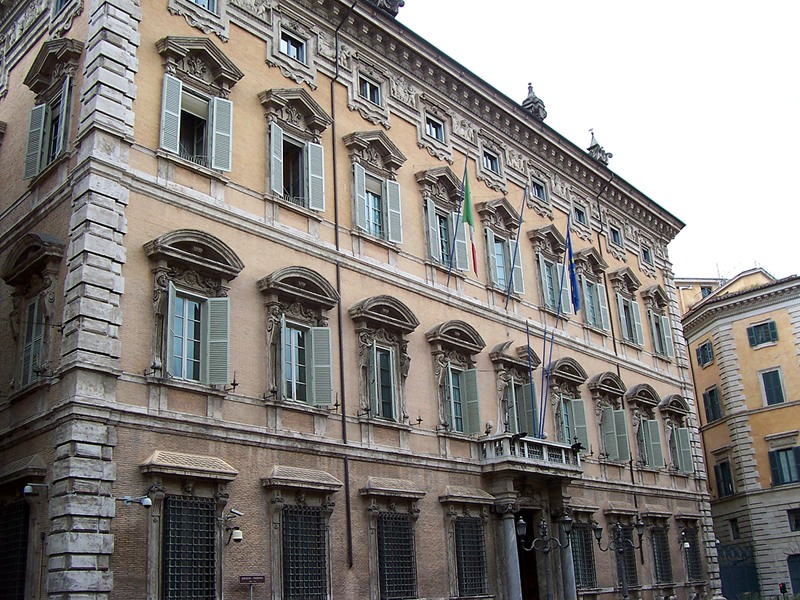
Palazzo Madama i Rom.

Paolo Maruscelli, även Marucelli, född 1594 i Rom, död där 1649, var en italiensk arkitekt under barocken. Hans främsta arkitektoniska verk är fasaden till Palazzo Madama i Rom.

## Romerska byggnadsverk i urval
- Cappella Filonardi, San Carlo ai Catinari
- Santi Gioacchino e Anna alle Quattro Fontane
- Santa Maria dell'Umiltà
- Oratorio dei Filippini (inledande arbeten)
- Palazzo Madama (fasaden)
- Palazzo Spada (bland annat entrévestibulen)

## Bilder

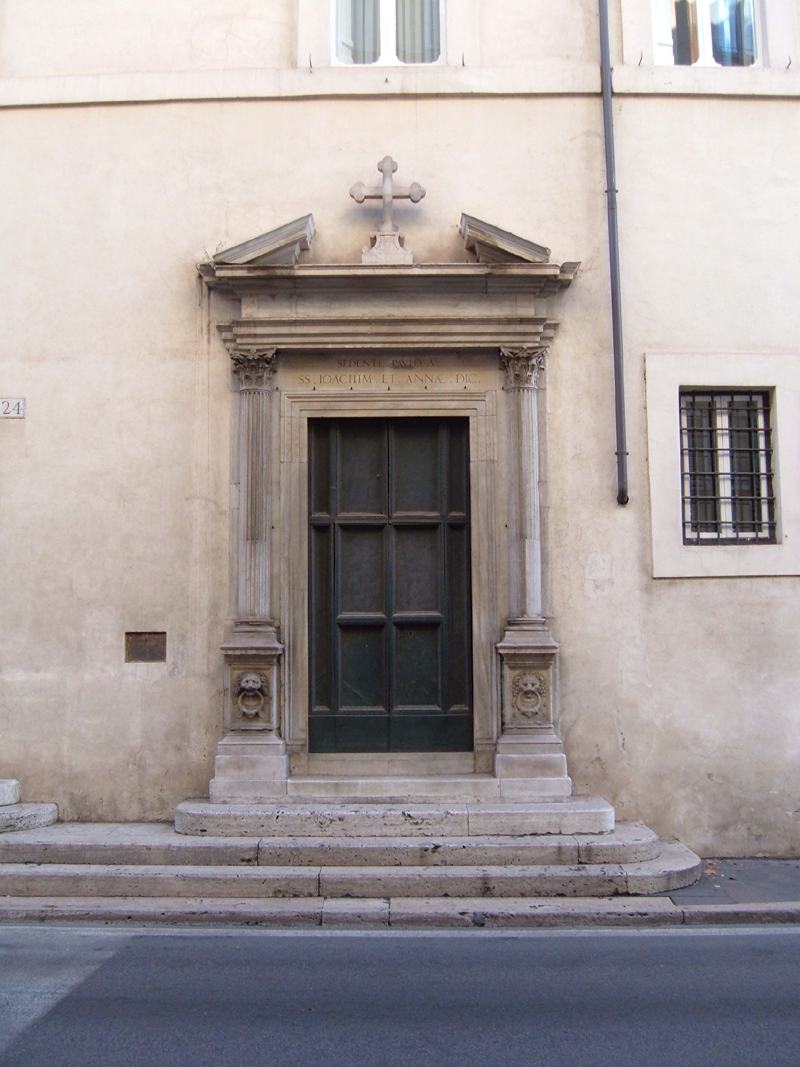
Exteriören till kyrkan Santi Gioacchino e Anna alle Quattro Fontane.
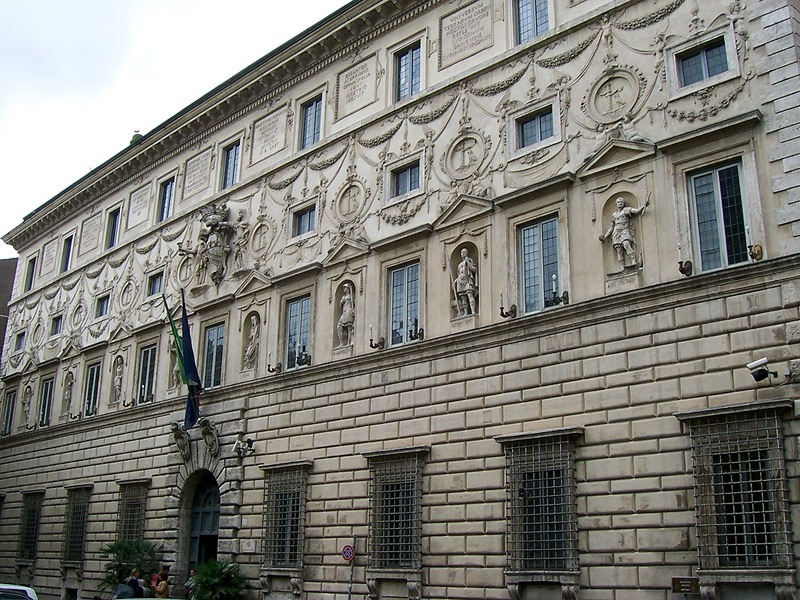
Palazzo Spada.

### Webbkällor
- Traversi, Laura (13 mars 2008). ”MARUSCELLI, Paolo”. Dizionario Biografico degli Italiani – Volume 71. http://www.treccani.it/enciclopedia/paolo-maruscelli_%28Dizionario_Biografico%29/. Läst 30 december 2015.